# Rhayader
Rhayader (wal. Rhaeadr Gwy) – miasto w środkowej Walii, w hrabstwie Powys, historycznie w Radnorshire, położone nad rzeką Wye, w dolinie na terenie Gór Kambryjskich. W 2011 roku liczyło 1824 mieszkańców.
Najstarsze ślady ludzkiej działalności w tym miejscu pochodzą z neolitu, a pierwsze ślady osadnictwa z epoki brązu. W XII wieku wzniesiony został tutaj zamek (Rhayader Castle), kilkakrotnie niszczony i odbudowywany, po raz ostatni zniszczony w 1231 roku. Do czasów obecnych zachowały się pozostałości w postaci nasypów ziemnych. Miasto powstało prawdopodobnie w połowie XIV wieku, przywilej targowy uzyskało nie później niż w 1360 roku. Walijska nazwa miasta, Rhaeadr Gwy, oznacza „wodospad na rzece Wye”.
W 1864 roku otwarta została tu stacja kolejowa na linii Mid-Wales Railway. Zarówno stacja jak i linia zostały zlikwidowane w 1963 roku w ramach programu redukcji sieci kolejowej, tzw. Beeching Axe.